# Рурренабаке
Рурренаба́ке (исп. Rurrenabaque) — город на северо-востоке Боливии, на западном (правом) берегу реки Бени. Расположен у подножия Восточной Кордильеры, в увлажнённой северной части возвышенных равнин на востоке Боливии, на Амазонской низменности, к юго-западу от озёр Юсала и Рогагуа, в 24 км к юго-западу от города Рейес, центра провинции. Река Бени (бассейн реки Мадейра) судоходна на 350 км от города Рурренабаке до водопада Эсперанса (в 29 км выше устья). Административный центр муниципалитета Рурренабаке в провинции Хосе-Бальивиан в департаменте Бени.
Популярное место для международного экологического туризма. Из Рурренабаке можно добраться в тропические леса национального парка Мадиди.

## Транспорт
Город связан со столицей Ла-Пас автобусным сообщением через Коройко.
В 2 км к северо-востоку расположен аэропорт. Рейсы совершает авиакомпания Amaszonas. В 32 км также находится аэропорт Рейес.
Сообщение с городом Сан-Буэнавентура, расположенном на противоположном берегу и относящемуся к департаменту Ла-Пас, осуществляется моторными лодками.